# Campionato sudamericano maschile under 20 di calcio 1995
Il Campionato sudamericano di calcio Under-20 1995, 17ª edizione della competizione organizzata dalla CONMEBOL e riservata a giocatori Under-20, è stato giocato in Bolivia. Le tre migliori classificate si sono qualificate per il Campionato mondiale di calcio Under-20 1995. In questa edizione venne per la prima volta introdotto il sistema dei tre punti per vittoria.

## Partecipanti
Partecipano al torneo le rappresentative 9 delle 10 associazioni nazionali affiliate alla Confederación sudamericana de Fútbol (è assente l'Uruguay under 20):
| - Argentina under 20 - Bolivia under 20 - Brasile under 20 - Cile under 20 - Colombia under 20 |  | - Ecuador under 20 - Paraguay under 20 - Perù under 20 - Venezuela under 20 |

## Città
La Federazione calcistica boliviana scelse come luoghi deputati a ospitare la manifestazione le città di La Paz, Cochabamba e Santa Cruz de la Sierra

## Formato

### Fase a gironi
Le 9 squadre partecipanti alla prima fase sono divise in due gruppi, uno da quattro e uno da cinque, e si affrontano in un girone all'italiana con gare di sola andata. Passano al secondo turno le prime due classificate in ogni gruppo.
In caso di arrivo a pari punti in classifica, la posizione si determina seguendo in ordine:
- Differenza reti;
- Numero di gol realizzati;
- Risultato dello scontro diretto;
- Sorteggio.

## Fase a gironi
Legenda
|  | Qualificata alla fase successiva |

### Gruppo A
| Squadra            | P.ti | G | V | P | S | GF | GS | DR |
| ------------------ | ---- | - | - | - | - | -- | -- | -- |
| Argentina under 20 | 10   | 4 | 3 | 1 | 0 | 5  | 0  | +5 |
| Ecuador under 20   | 9    | 4 | 3 | 0 | 1 | 7  | 2  | +5 |
| Bolivia under 20   | 7    | 4 | 2 | 1 | 1 | 4  | 2  | +2 |
| Perù under 20      | 3    | 4 | 1 | 0 | 3 | 4  | 7  | -3 |
| Venezuela under 20 | 0    | 4 | 0 | 0 | 4 | 1  | 10 | -9 |

| La Paz 10 gennaio 1995 | Bolivia | 2 – 0 referto | Venezuela | Estadio Hernando Siles (40.000 spett.) |

| Arbitro: | Bello |

|  |           |                         |
|  | Marcatori | 59’ Biagini 76’ Ibagaza |

| La Paz gennaio 1995                         | Ecuador   | 0 – 1     | Argentina | Estadio Hernando Siles |
| \| \| \| \| \| \| Marcatori \| L.Biagini \| |           |           |           |                        |
|                                             |           |           |           |                        |
|                                             | Marcatori | L.Biagini |           |                        |

| gennaio 1995 | Perù | 1 – 2 | Bolivia |  |

| gennaio 1995                                                    | Argentina | 2 – 0 | Venezuela |  |
| \| \| \| \| \| L.Biagini, Francisco Guerrero \| Marcatori \| \| |           |       |           |  |
|                                                                 |           |       |           |  |
| L.Biagini, Francisco Guerrero                                   | Marcatori |       |           |  |

| gennaio 1995 | Perù | 1 – 2 | Ecuador |  |

| 16 gennaio 1995 | Venezuela | 1 – 2 | Perù |  |

| La Paz 16 gennaio 1995, ore 21:00 | Bolivia | 0 – 1 | Ecuador | Estadio Hernando Siles |

| La Paz gennaio 1995 | Ecuador | 4 – 0 | Venezuela | Estadio Hernando Siles |

| La Paz gennaio 1995 | Argentina | 0 – 0 | Bolivia | Estadio Hernando Siles |

### Gruppo B
| Squadra           | P.ti | G | V | P | S | GF | GS | DR |
| ----------------- | ---- | - | - | - | - | -- | -- | -- |
| Brasile under 20  | 6    | 3 | 2 | 0 | 1 | 8  | 4  | +4 |
| Cile under 20     | 4    | 3 | 1 | 1 | 1 | 7  | 7  | 0  |
| Colombia under 20 | 4    | 3 | 1 | 1 | 1 | 4  | 4  | 0  |
| Paraguay under 20 | 2    | 3 | 0 | 2 | 1 | 4  | 8  | -4 |

| Cochabamba 11 gennaio 1995, ore 18:05                                                       | Brasile   | 5 – 1 referto | Paraguay | Estadio Félix Capriles |
| \| \| \| \| \| Reinaldo 19’ 36’ 50’ Gláucio 40’ Dedimar 85’ \| Marcatori \| 63’ González \| |           |               |          |                        |
|                                                                                             |           |               |          |                        |
| Reinaldo 19’ 36’ 50’ Gláucio 40’ Dedimar 85’                                                | Marcatori | 63’ González  |          |                        |

| Arbitro: | Porbosano |

|                     |           |                                    |
| Neira 55’ Lobos 89’ | Marcatori | 35’ Castillo 51’ Vásquez 86’ Ángel |

| Cochabamba 15 gennaio 1995                                                            | Cile      | 2 – 2 referto                    | Paraguay | Estadio Félix Capriles |
| \| \| \| \| \| Tapia 40’ Poli 50’ \| Marcatori \| 39’ Villagra 89’ (rig.) Villalba \| |           |                                  |          |                        |
|                                                                                       |           |                                  |          |                        |
| Tapia 40’ Poli 50’                                                                    | Marcatori | 39’ Villagra 89’ (rig.) Villalba |          |                        |

| Arbitro: | Saucedo |

|              |           |  |
| Reinaldo 46’ | Marcatori |  |

| Cochabamba 17 gennaio 1995                              | Colombia  | 1 – 1 referto | Paraguay | Estadio Hernando Siles |
| \| \| \| \| \| Castillo 67’ \| Marcatori \| Villalba \| |           |               |          |                        |
|                                                         |           |               |          |                        |
| Castillo 67’                                            | Marcatori | Villalba      |          |                        |

| Cochabamba 17 gennaio 1995                                                     | Brasile   | 2 – 3 referto                | Cile |  |
| \| \| \| \| \| Gláucio 62’ 80’ \| Marcatori \| 45’ Barraza 78’ 82’ Rozental \| |           |                              |      |  |
|                                                                                |           |                              |      |  |
| Gláucio 62’ 80’                                                                | Marcatori | 45’ Barraza 78’ 82’ Rozental |      |  |

## Fase finale
| Squadra            | P.ti | G | V | P | S | GF | GS | DR |
| ------------------ | ---- | - | - | - | - | -- | -- | -- |
| Brasile under 20   | 9    | 3 | 3 | 0 | 0 | 9  | 0  | +9 |
| Argentina under 20 | 6    | 3 | 2 | 0 | 1 | 5  | 3  | +2 |
| Cile under 20      | 1    | 3 | 0 | 1 | 2 | 2  | 6  | -4 |
| Ecuador under 20   | 1    | 3 | 0 | 1 | 2 | 1  | 8  | -7 |

| Santa Cruz de la Sierra 22 gennaio 1995, ore 15:05                                  | Brasile   | 5 – 0 referto | Ecuador | Estadio Ramón Tahuichi Aguilera (12.000 spett.) |
| \| \| \| \| \| Reinaldo 2’ 78’ Emerson 5’ Caio 26’ Claudinho 65’ \| Marcatori \| \| |           |               |         |                                                 |
|                                                                                     |           |               |         |                                                 |
| Reinaldo 2’ 78’ Emerson 5’ Caio 26’ Claudinho 65’                                   | Marcatori |               |         |                                                 |

| Santa Cruz de la Sierra 22 gennaio 1995                                        | Argentina | 3 – 1 referto | Cile | Estadio Ramón Tahuichi Aguilera |
| \| \| \| \| \| Pena 3’ Biagini 48’ Arangio 50’ \| Marcatori \| 86’ Rozental \| |           |               |      |                                 |
|                                                                                |           |               |      |                                 |
| Pena 3’ Biagini 48’ Arangio 50’                                                | Marcatori | 86’ Rozental  |      |                                 |

| Santa Cruz de la Sierra 25 gennaio 1995    | Brasile   | 2 – 0 referto | Cile | Estadio Ramón Tahuichi Aguilera |
| \| \| \| \| \| Reinaldo \| Marcatori \| \| |           |               |      |                                 |
|                                            |           |               |      |                                 |
| Reinaldo                                   | Marcatori |               |      |                                 |

| Santa Cruz de la Sierra 25 gennaio 1995                           | Argentina | 2 – 0 | Ecuador | Estadio Ramón Tahuichi Aguilera |
| \| \| \| \| \| L.Biagini, Andrés Grande(penal) \| Marcatori \| \| |           |       |         |                                 |
|                                                                   |           |       |         |                                 |
| L.Biagini, Andrés Grande(penal)                                   | Marcatori |       |         |                                 |

| Santa Cruz de la Sierra 29 gennaio 1995                    | Cile      | 1 – 1 referto | Ecuador | Estadio Ramón Tahuichi Aguilera |
| \| \| \| \| \| Rozental 69’ \| Marcatori \| 20’ Mercado \| |           |               |         |                                 |
|                                                            |           |               |         |                                 |
| Rozental 69’                                               | Marcatori | 20’ Mercado   |         |                                 |

| Santa Cruz de la Sierra 29 gennaio 1995                  | Brasile   | 2 – 0 referto | Argentina | Estadio Ramón Tahuichi Aguilera |
| \| \| \| \| \| Emerson 35’ Murilo 70’ \| Marcatori \| \| |           |               |           |                                 |
|                                                          |           |               |           |                                 |
| Emerson 35’ Murilo 70’                                   | Marcatori |               |           |                                 |

## Classifica marcatori
| Gol |  |  | Giocatore        | Squadra            |
| --- |  |  | ---------------- | ------------------ |
| 4   |  |  | Leonardo Biagini | Argentina under 20 |